# Prehna
Prehna ist ein weilerartiger Ortsteil von Schmölln im Landkreis Altenburger Land in Thüringen.

## Lage
Prehna liegt südöstlich von Lumpzig und westlich von Altenburg im Altenburger Zeitzer Lösshügelland, einem Teilgebiet der Leipziger Tieflandbucht, mitten in diesem fruchtbaren Umland. In der Nähe des Orts entspringt der Kleine Jordan, ein Zufluss der Blauen Flut.

## Geschichte
Am 24. September 1140 wurde der Weiler erstmals urkundlich genannt. Prehna gehörte zum wettinischen Amt Altenburg, welches ab dem 16. Jahrhundert aufgrund mehrerer Teilungen im Lauf seines Bestehens unter der Hoheit folgender Ernestinischer Herzogtümer stand: Herzogtum Sachsen (1554 bis 1572), Herzogtum Sachsen-Weimar (1572 bis 1603), Herzogtum Sachsen-Altenburg (1603 bis 1672), Herzogtum Sachsen-Gotha-Altenburg (1672 bis 1826). Bei der Neuordnung der Ernestinischen Herzogtümer im Jahr 1826 kam der Ort wiederum zum Herzogtum Sachsen-Altenburg.
Nach der Verwaltungsreform im Herzogtum gehörte er bezüglich der Verwaltung zum Ostkreis (bis 1900) bzw. zum Landratsamt Altenburg (ab 1900). Das Dorf gehörte ab 1918 zum Freistaat Sachsen-Altenburg, der 1920 im Land Thüringen aufging. 1922 kam es zum Landkreis Altenburg.
Am 1. Juli 1950 wurde Meucha nach Prehna eingemeindet. Bei der zweiten Kreisreform in der DDR wurden 1952 die bestehenden Länder aufgelöst und die Landkreise neu zugeschnitten. Somit kam die Gemeinde Prehna mit dem Kreis Schmölln an den Bezirk Leipzig; jener gehörte seit 1990 als Landkreis Schmölln zu Thüringen und ging bei der thüringischen Kreisreform 1994 im Landkreis Altenburger Land auf. Am 1. Januar 1957 wurde Prehna in die Gemeinde Lumpzig eingemeindet, während der bisherige Ortsteil Meucha nach Dobitschen umgegliedert wurde. 5 Personen lebten 2023 im Weiler. Am 1. Januar 2019 wurde die Gemeinde Lumpzig aufgelöst und Prehna ein Ortsteil von Schmölln.